# Drago Druškovič

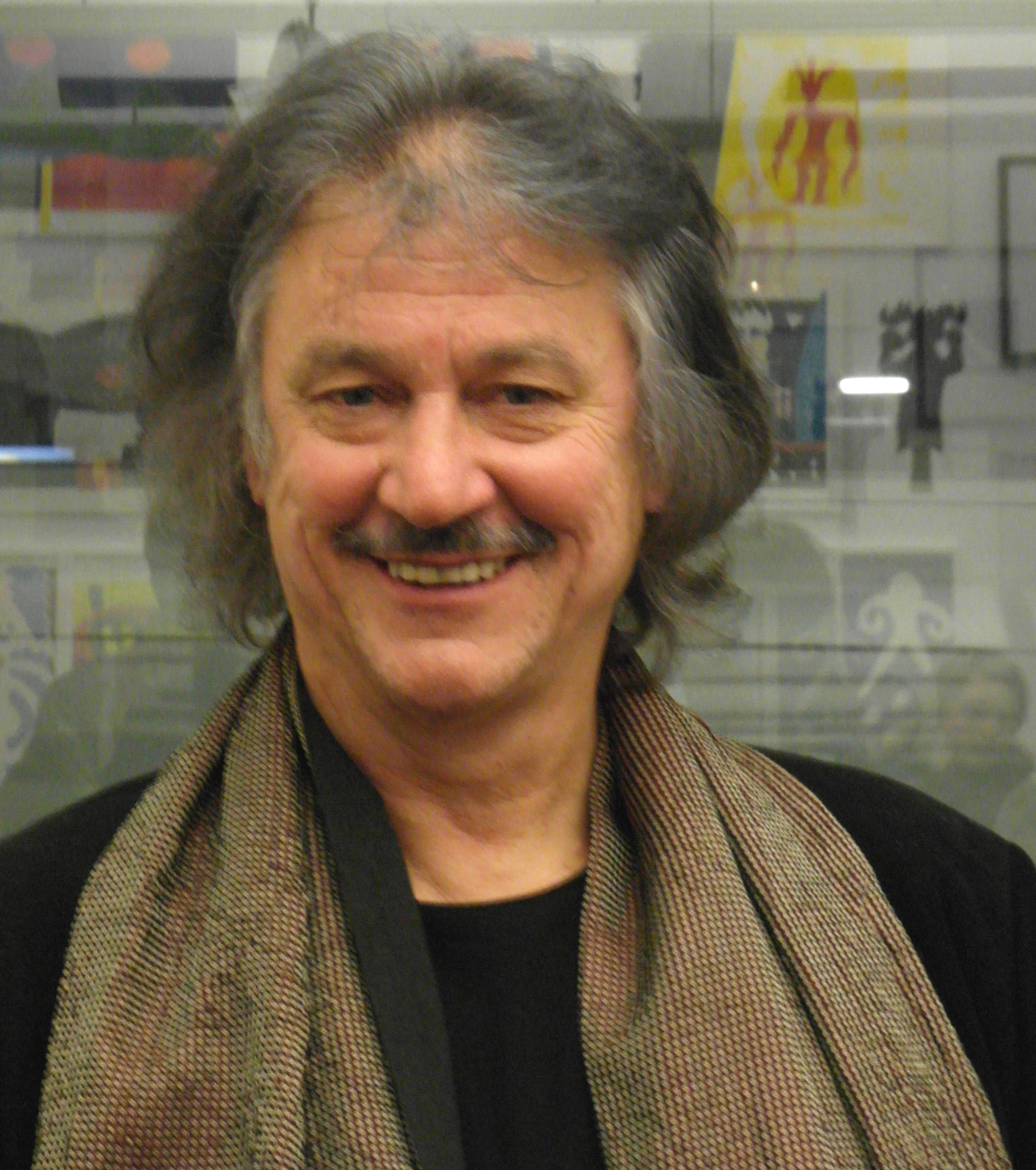
Drago Druškovič, 2011

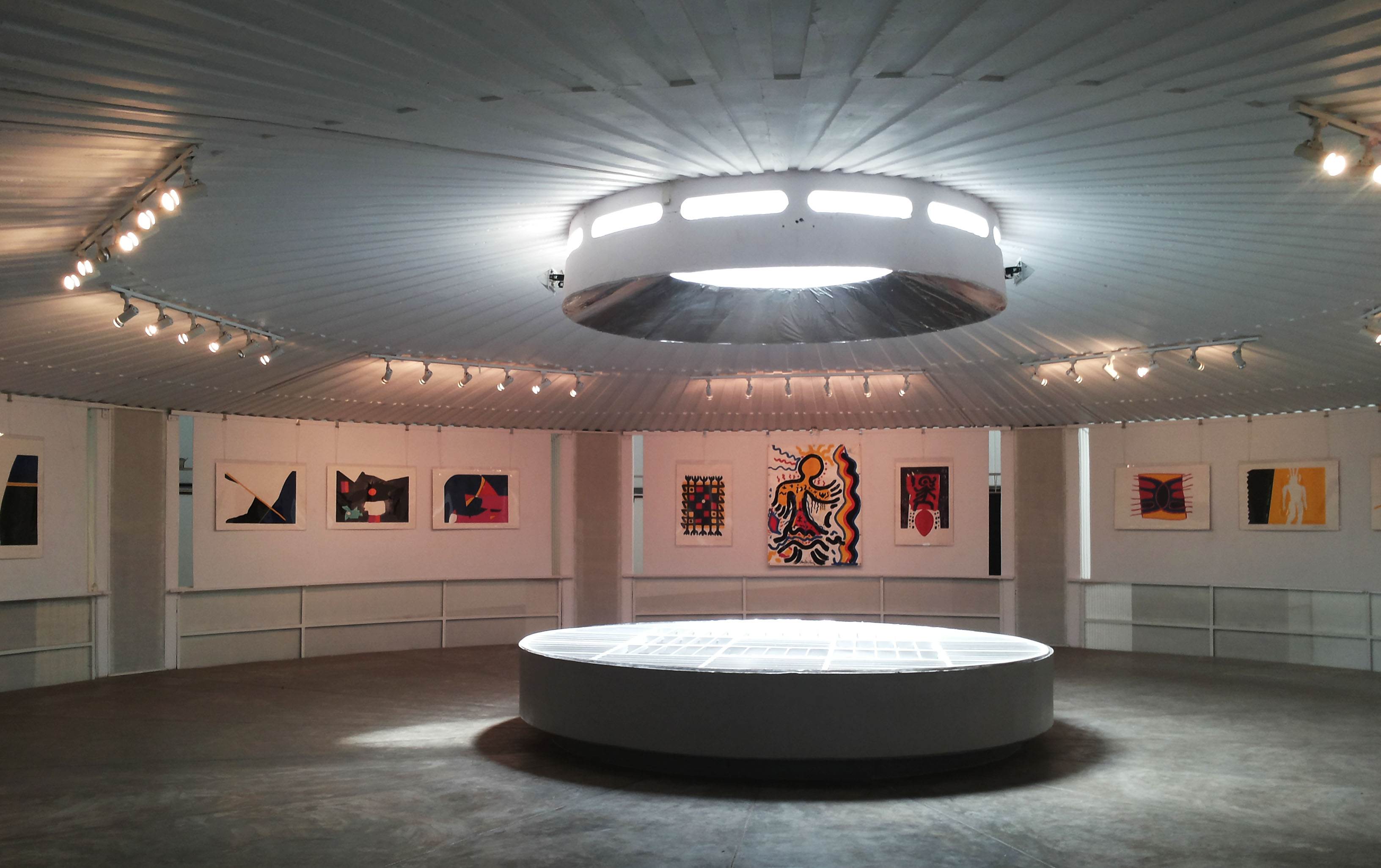
Ausstellung, Auroville 2014.

Drago Druškovič (* 16. Jänner 1950 in Klagenfurt) ist ein österreichischer bildender Künstler slowenischer Abstammung.

## Leben
Drago Druškovič verbrachte seine Kindheit und Jugend in Kärnten, großteils in Sankt Jakob im Rosental, studierte Psychologie in Graz und Salzburg und begann 1974 zu malen. Daneben befasste er sich auch mit Tapisserie, Druckgrafik und Buchillustrationen.
Ab 1989 begann er zu radieren, „mehr überredet als überzeugt“. Die ihn dabei anleitete, notiert: „Die wohlwollende Achtsamkeit, mit der die Gruppe miteinander umgeht, trägt auch Dragos mitunter großzügige Auffassung von Ordnung mit – dafür profitiert sie von Dragos heiterer Gelassenheit […]“
Ab etwa 2005 begann Druškovič seine Bilder großteils am PC zu schaffen.
Der Künstler ist der Sohn des gleichnamigen slowenischen Schriftstellers (1920–2009). 
Er selbst hat vier erwachsene Nachkommen.

Bild-Beispiele
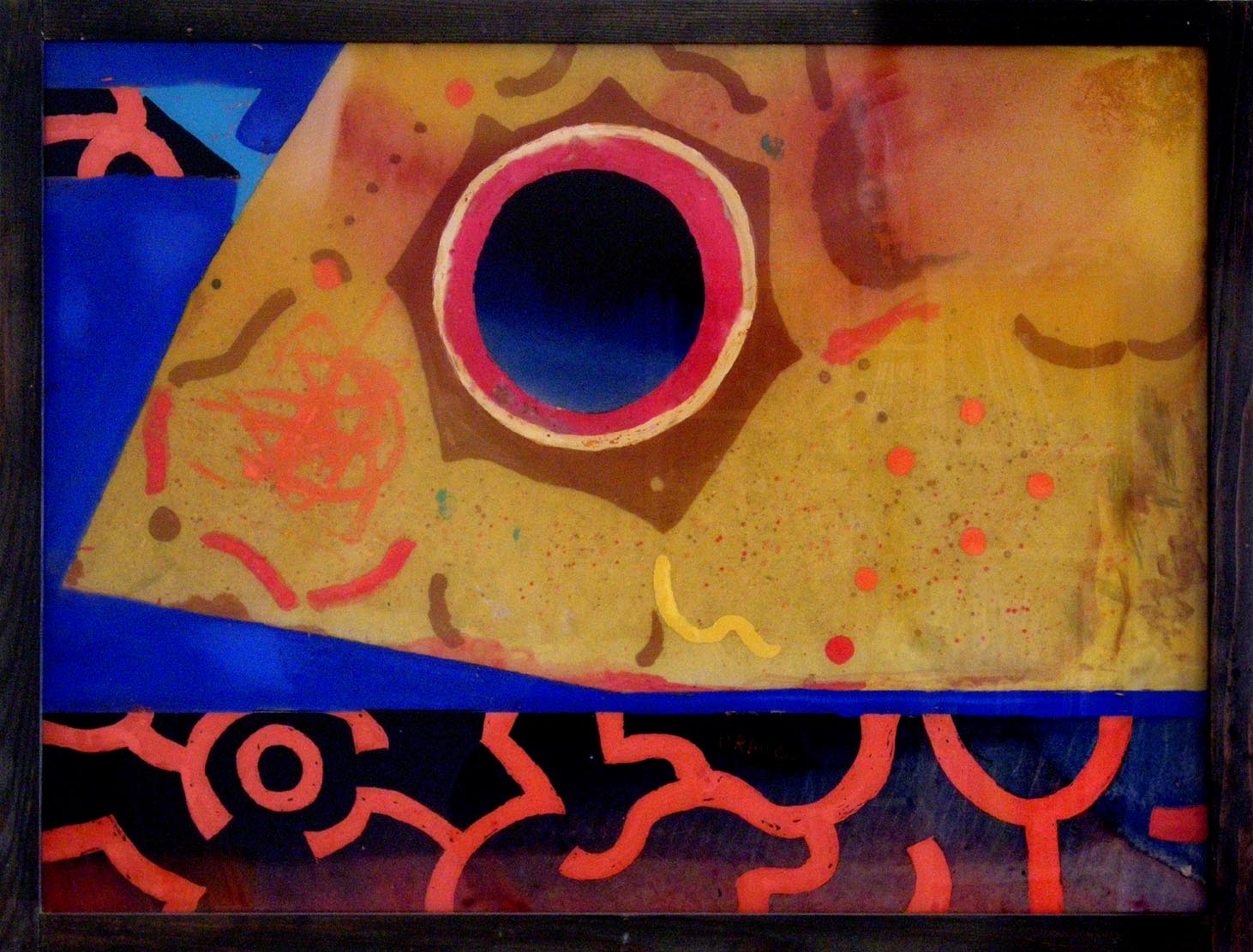
Sonnenfinsternis ~1977.
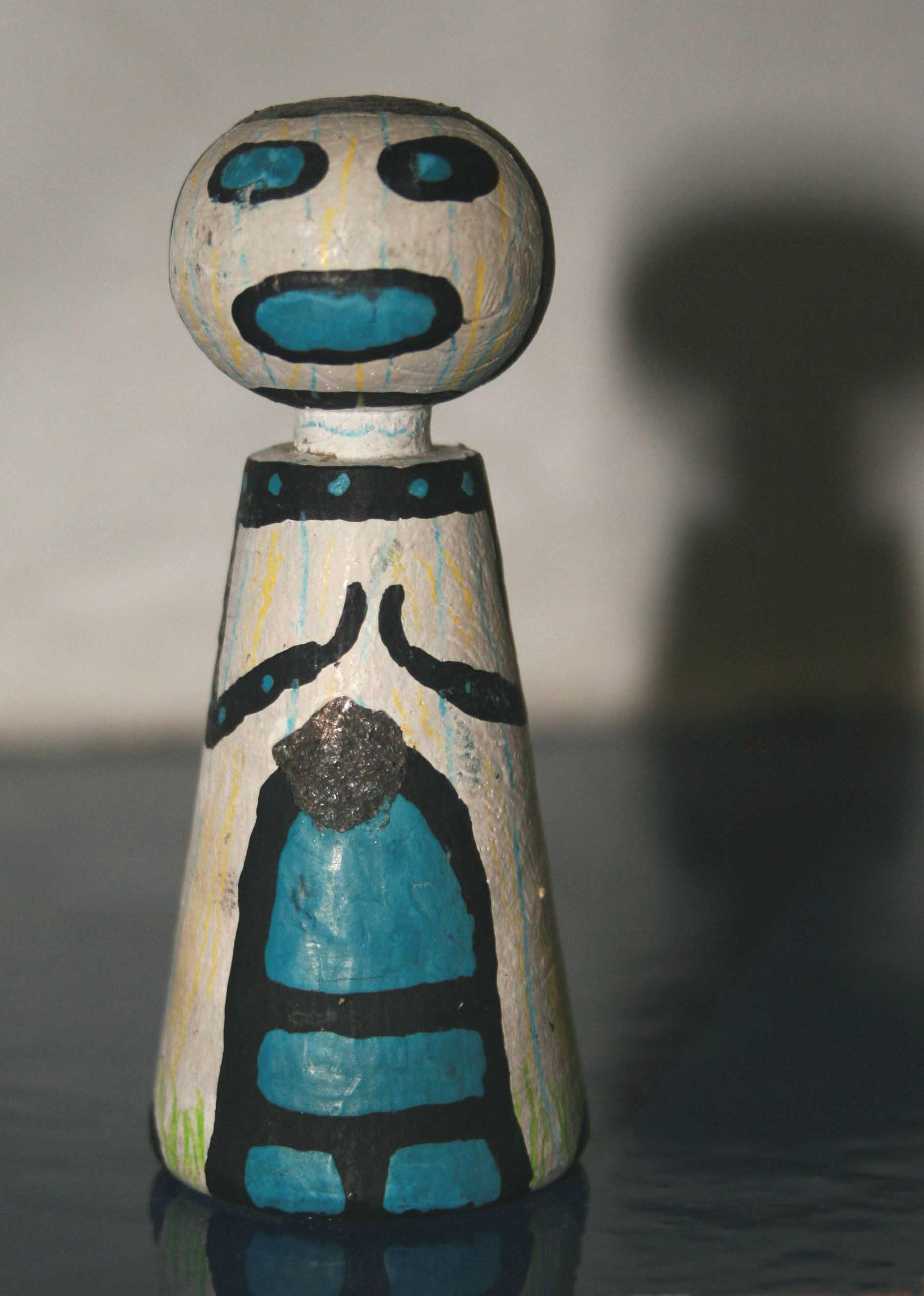
Kachina, 1980.
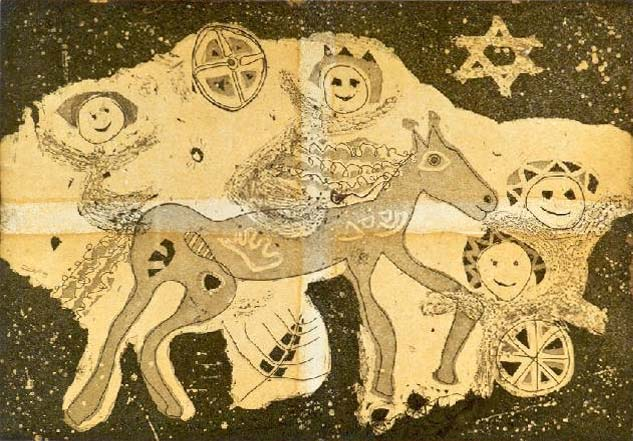
Familie, ~1994.
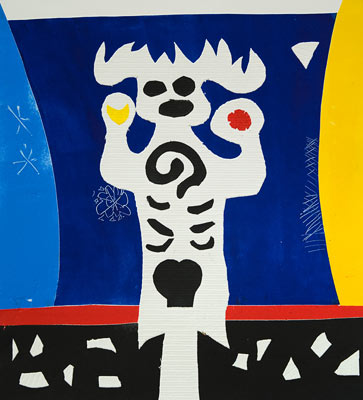
Pan, 2009.
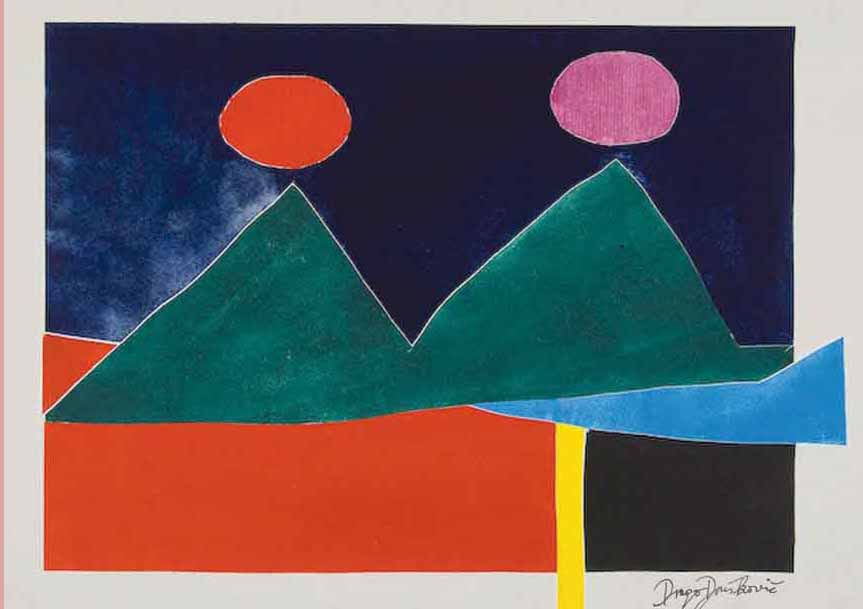
Two moons, 2009.

## Kommentare (Zitate)
„[…] Einfache, klare Inhalte, deren Aussagen deutlich sind, die keiner Definition, keiner Philosophie bedürfen. Es sind Inhalte eines Malers, der so still wie beharrlich seinen Weg geht, unbeeinflußt von Moden, Stilen, Erfolgsrezepten. […]
Malen ist ein Meditationsvorgang, sagt Drago, ein anderer, so könnte man sagen, ist der des Betrachtens. […]“

„Drago Druškovič ist ein Mensch mit einem ausgeprägten Innenleben. Man ist bei einer flüchtigen Begegnung versucht, ihn weltfremd zu nennen, abgewendet von den Realitäten. […] Ganz im Gegenteil: Der Mann ist zutiefst der Welt verhaftet, sieht was alles falsch läuft, wie diese Erde und die Menschen drangsaliert werden, wie sie ausgesetzt sind den Eroberungszügen, um eine vermeintlich immer bessere Zivilisation zu schaffen. Der Künstler widersetzt sich dieser Lebensauffassung.“

„[…] Die beiden Künstler verband eine Freundschaft und die gemeinsame Ausstellung in Slovenj Gradec kam zustande, weil ihre Familien von dort herstammten -- Druškovičs slowenische und Golls deutsch deklarierte Familie. Die Künstler verstießen schon damals gegen Tabus, sowohl im Sinne der Volkszugehörigkeit als auch im Sinne der Ansichten über die europäische Kunst und das schöpferische Kredo. […]
Nach C. G. Jung sind Mandalas Werkzeuge zur Festigung des inneren Seins oder zur Anregung vertiefter Meditation, deshalb prägen sich auch Druškovičs Bilder in unser Bewusstsein und Gedächtnis ein.“

„[…] Druškovičs Werke verbergen auch in keiner Weise die Einflüsse des Buddhismus und auch anderer Religionen, welche die materielle Welt in eine Abhängigkeit von der geistigen gestellt haben. […] Magie […]“

„[…] Wir sind uns viel zu wenig bewusst, welchen Reichtum und Erfahrungsschatz uns unsere Vorfahren hinterlassen haben, und lassen dabei allzu indifferent zu, dass unser Gedächtnis nur eine Generation zurückreicht, während wir das Übrige nur aus den Lehrbüchern kennen, die natürlich in erster Linie informativ sind. Drago Druškovič erinnert uns ein wenig an die Anthropologen, die danach trachteten, die Entwicklung des Menschen zu erkennen, und dabei alle seine Phasen völlig gleichwertig behandelten. […]“

„[…] Ich bin nicht der Erste, der Druškovič auf Grund solcher Eigenschaften den Beinamen Anthropologe zugeschrieben hat.“

„[…] Dass es auch Grafiker gibt, die den experimentellen Schritt in die virtuelle Produktion setzen, ist eine redliche Seltenheit. Drago Druškovič ist solch eine künstlerische Ausnahmeerscheinung, die die Überwindung vom Computer-Bild zur traditionellen Druckgrafik vollzieht. […]“

## Ausstellungen
- 1977: Galerie X-Art, Klagenfurt 
Galerie Goll, Kärnten
- 1978: Ateliergalerie Nonntal, Salzburg
Kunstpavillon Slovenj Gradec, Slowenien (damals: Jugoslawien)
- 1979: Palette '79, Traklhaus, Salzburg
- 1980: Galerie DIDA, Graz
- 1981: Galerie Grösel, Salzburg
Große Galerie im Künstlerhaus, Klagenfurt
- 1982: Galerie Basilisk, Wien
Galerie der Stadt Salzburg im Mirabellgarten (Museumspavillon)
- 1983: Aula Slovenica, Klagenfurt
- 1984: Galerie BIMC, Paris
- 1985: Galerie Bürgerspital Drosendorf-Zissersdorf
Cité internationale des arts, Paris
- 1986: Kleine Galerie, Wien
Säulenhalle im Rathaus, Salzburg
Galerie Eboran, Salzburg
Galerie Horizon, Paris
- 1987: Galerie im Stadttheater, Klagenfurt
Performance kulturama, Klagenfurt
Galerie Felshof, Pörtschach
- 1988: Galerie BAWAG, Wien
Galerie Tainach, Kärnten
- 1989: Galerie Dimo, Salzburg
Galerie Feniks, Ljubljana
- 1990: Galerie SPAP, Warschau
Galerie tk, Triest
Galerie kunst im kraftwerk, Riedersbach
- 1991: Galerie Geiger, Graz
Galerie Höribachhof, St. Lorenz/Mondsee
- 1992: Galerie Kutscha, Salzburg
- 1993: Galerie Beaux-Arts, Paris
- 1994: Galerie Sikoronja Rosegg, Kärnten
Galerie Ohrpfandl, Wien
- 1995: Art Multiple, Düsseldorf
- 1996: Galerie Berchtold Villa, Salzburg
Galerie Kammerer, Graz
- 1997: Galerie K&K, St. Johann im Rosental, Kärnten
- 1998: Galerie Flac, Paris
Diakonie-Art, Salzburg
Galerie Renu, Silz, Tirol
- 1999: Galerie der Stadt Salzburg im Mirabellgarten, Salzburg
Galerie Sikoronja, Kärnten
- 2000: Galerie im Sudhaus, Bleiburg, Kärnten
Kunstraum Höribachhof, Sankt Lorenz (Oberösterreich)
Galerie Kammerer, Graz
- 2001: Galerie Korotan, Wien
Galerie Sodalitas, Tainach, Kärnten
- 2002: Kalachakra, Graz
- 2003: Galerie Sikoronja, Rosegg
Galerie in Diakoniezentrum, Salzburg
- 2004: Art-Gallery, Slovenj Gradec, Slowenien
Galerie der Stadt Salzburg: „Reise ins Innere“, Salzburg
- 2005: Galerie Mikado, Ljubljana
- 2006: Romanischer Keller, Salzburg
- 2007: Galerie Artefakt, Wien
- 2008: Kreuzweg-Kreuzbruch: Videoinstallation mit Maria Cristina Colombo und Bernhard Jenny, Sankt Jakob im Rosental
Galerie Mikado, Ljubljana
Kulturverein, Werfen, Salzburg
- 2009: Galerie Diakoniezentrum, Salzburg
Galerie altes Feuerwehrhaus, Freilassing.
Galerie Sikoronja, Rosegg.
- 2010: Galerie Sodalitas, Tainach.
Galerie Artefakt, Wien.
- 2014: Auroville, Indien.